# Spirit 201
La Spirit 201 è una monoposto di Formula 1 costruita dalla scuderia inglese Spirit Racing per partecipare al Campionato mondiale di Formula Uno del 1983. 

## Descrizione

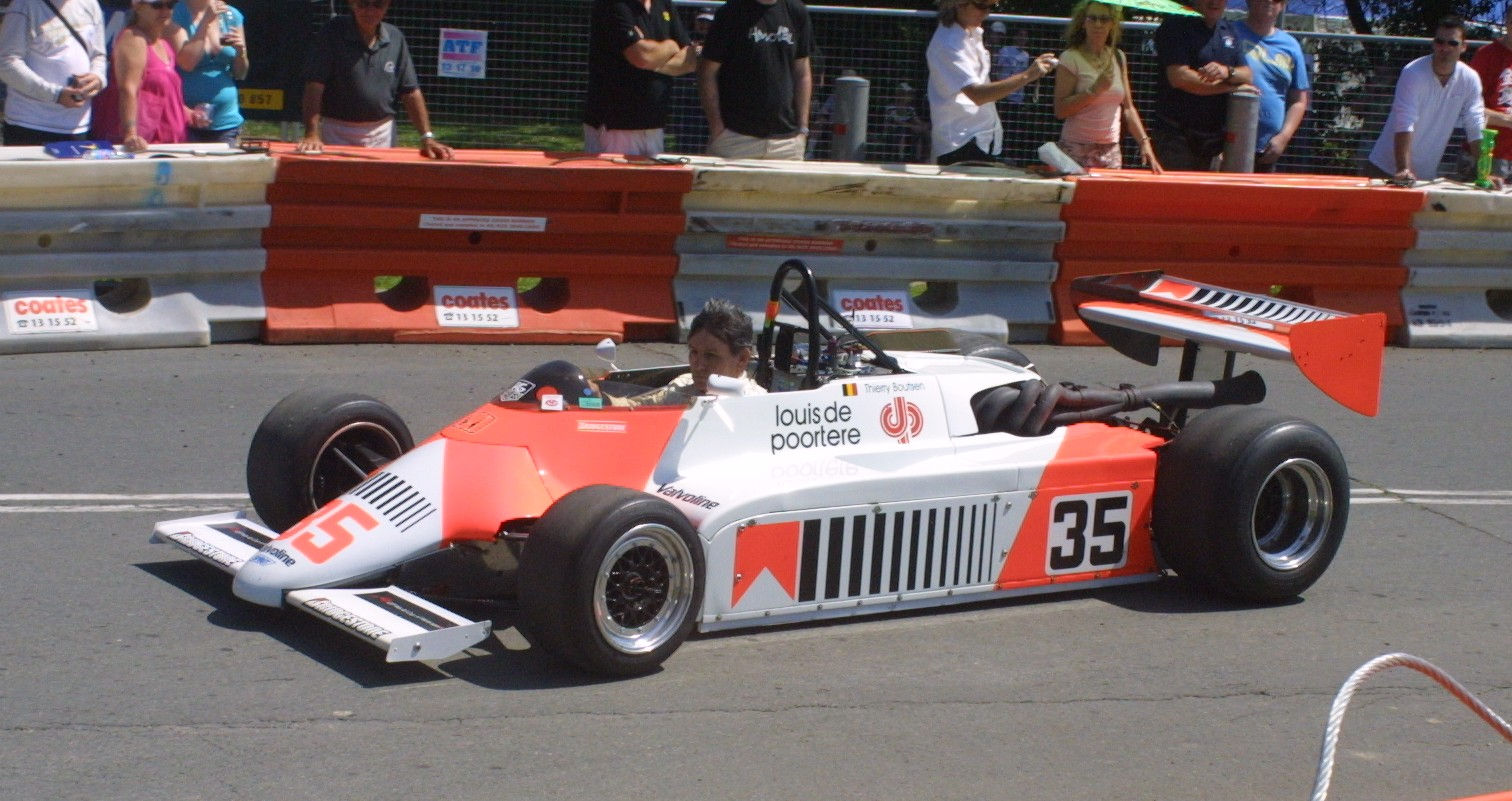
Spirit 201 in configurazione per la Formula 2

La vettura, utilizzata sia in Formula 1 che nella Formula 2 europea (dal 1982 al 1984), è stata progettata da John Baldwin e dal cofondatore della Spirit Racing, Gordon Coppuck.
In Formula 2, la vettura era equipaggiata con un motore aspirato da 2 litri.
In Formula 1, era alimentata dal motore Honda da 1,5 litri turbocompresso. La 201 ha fatto il suo debutto in Formula 1 con alla guida il pilota svedese Stefan Johansson nel 1983 Race of Champions a Brands Hatch. 
Per il debutto ufficiale nel mondiale, avvenuto al Gran Premio d'Inghilterra del 1983 a Silverstone, è stata utilizzata una versione aggiornata chiamata Spirit 201C.